# Oscar (filmprijs)
De Oscar, officieel de Academy Award, is de belangrijkste filmprijs in de Verenigde Staten, uitgereikt door de Academy of Motion Picture Arts and Sciences (AMPAS). Jaarlijks in het voorjaar worden de prijzen in 23 categorieën uitgereikt in het Dolby Theatre in Hollywood.

## Geschiedenis
De eerste Academy Awards werden uitgereikt op 16 mei 1929, tijdens een privébrunch in het Hollywood Roosevelt Hotel. Er waren ongeveer 270 mensen aanwezig bij de uitreiking. Na de uitreiking werd een viering gehouden in het Mayfair Hotel. Er werden 15 prijzen uitgereikt ter erkenning van filmprestaties in de periode 1927–1928. De eerste prijs voor beste acteur ging naar Emil Jannings voor zijn rol in The Last Command en The Way of All Flesh. Hij moest echter voor de ceremonie plaatsvond weer naar Europa terugkeren, dus werd besloten om hem de prijs voor die tijd al te geven. Daarmee is hij officieel de eerste winnaar van de Academy Awards ooit.

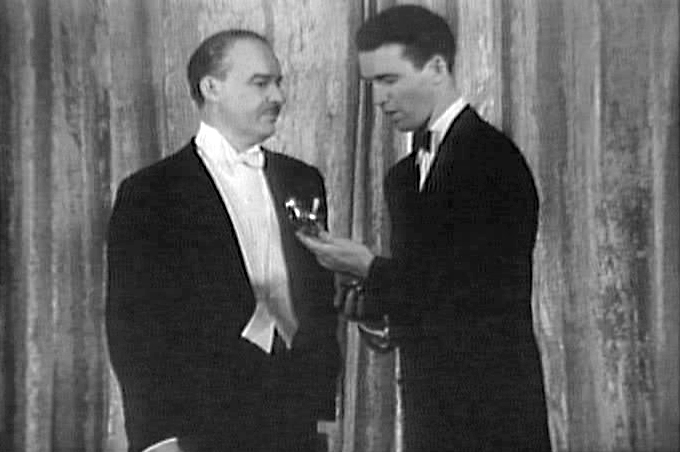
James Stewart (rechts) tijdens de Oscaruitreiking in 1941. Hij ontving de Oscar voor beste acteur voor zijn rol in The Philadelphia Story.

De winnaars van de eerste Oscars werden drie maanden voor de uitreiking al bekendgemaakt. Dit werd vanaf de tweede uitreiking, in 1930, veranderd. De lijst met winnaars werd pas op de vooravond van de uitreiking bekendgemaakt aan de pers. Deze traditie bleef de eerste tien jaar dat de prijs werd uitgereikt in stand. In 1941 werd besloten enkel de nominaties bekend te maken, maar de winnaar pas op de avond van de uitreiking te onthullen na opening van verzegelde enveloppen.
Gedurende de eerste zes uitreikingsceremonies konden films uit de twee jaar voor de uitreiking in aanmerking komen voor de prijzen. Voorbeeld: de uitreiking van de tweede Academy Awards vond plaats op 3 april 1930, en behandelde de periode van 1 augustus 1928 tot 31 juli 1929. Vanaf de zevende uitreiking, in 1935, werd vastgehouden aan het gewone volle kalenderjaar van 1 januari t/m 31 december.
Sinds 2004 vindt de ceremonie eind februari of begin maart plaats. In 2021 werden de Oscars echter pas in april en in 2022 pas eind maart uitgereikt vanwege de coronapandemie die in 2020 uitbrak. Hierdoor moesten bioscopen in 2020 en 2021 vaak en langdurig sluiten.

## Oscarbeeldje

Foto van een Oscarbeeldje

### Ontwerp
De Academy Award bestaat uit een gouden beeld van 34,3 centimeter hoog. Het beeldje weegt 3,8 kilo en stelt een naakte ridder voor die, gewapend met een zwaard, de wacht houdt op een filmrol, met vijf spaken. De vijf spaken vertegenwoordigen de beroepen van mensen die deze prijs kunnen winnen: acteurs, schrijvers, producers, technici en regisseurs.
Artdirector Cedric Gibbons ontwierp het beeldje in 1927 uit de losse pols, tijdens de lunch, op een tafelkleed. De Academy of Motion Picture Arts and Sciences was (zo wil de legende) meteen enthousiast over zijn schets en gaf aan beeldhouwer Georges Stanley de opdracht er een beeld van te maken. Later wist Cedric Gibbons elf exemplaren van zijn eigen creatie in de wacht te slepen. De acteur Emilio Fernández poseerde voor het ontwerp.
De firma R.S. Owens and Co uit Chicago fabriceert de Oscars: jaarlijks zestig voor de winnaars en veertig reserve-exemplaren voor in de kluis. De kostprijs is ongeveer 275 euro per stuk. "Financieel worden we er niet veel wijzer van", beweert directeur Owen Siegel. "Maar het is natuurlijk een fantastische reclame voor ons bedrijf."
Het materiaal waarvan de Oscar gemaakt is, is niet altijd hetzelfde geweest. Aanvankelijk was het beeldje van brons met een laagje goud. Tijdens de Tweede Wereldoorlog werd het wegens de schaarste aan metalen gemaakt van gips met goudverf, maar na de oorlog kregen de winnaars alsnog een bronzen beeldje. Tussen 1983 tot 2015 werden er elk jaar in Chicago ongeveer 50 Oscars in een tinlegering met goudlaag gefabriceerd door fabrikant RS Owens & Company uit Illinois. Het kostte tussen de drie en vier weken om 50 beeldjes te vervaardigen. 
In 2016 keerde de Academie terug naar brons als het kernmetaal van de beeldjes, waarbij de fabricage werd overgedragen aan Walden, de in New York gevestigde Polich Tallix Fine Art Foundry. Hoewel ze zijn gebaseerd op een digitale scan van een originele Oscar uit 1929, behouden de beeldjes hun eigentijdse afmetingen en zwarte sokkel. Gegoten in vloeibaar brons uit 3D-geprinte keramische mallen en gepolijst, worden ze vervolgens gegalvaniseerd in 24-karaats goud door Epner Technology uit Brooklyn, New York. De tijd die nodig is om 50 van dergelijke beeldjes te maken, is nu ongeveer drie maanden. RS Owens zal naar verwachting doorgaan met het produceren van andere prijzen voor de Academie en de bestaande Oscars voorzien van een nieuw laagje goud wanneer nodig.

### Naam
Margaret Herrick, bibliothecaresse en uiteindelijk directielid van de Academy – zo wil het verhaal – komt de eer toe de naam te hebben bedacht. Ze zou zich in 1932 hebben laten ontvallen dat het mannetje als twee druppels water op haar oom Oscar leek. Sindsdien spreekt men van de Oscars.
Volgens een ander verhaal doopte Bette Davis haar Academy Award voor Dangerous (1935) "Oscar", naar de tweede naam van haar eerste echtgenoot Harmon O. Nelson. Deze versie van de geschiedenis bleek apocrief; twee jaar eerder werd al over de "Oscar" geschreven in een column.

## Nominatie
De huidige regeling stelt dat een film in het kalenderjaar voorafgaand aan de uitreikingsceremonie in première moet zijn gegaan om in aanmerking te kunnen komen voor de Academy Award. Alleen voor de categorie “beste buitenlandse film” wordt een uitzondering gemaakt. De film moet de lengte van een speelfilm hebben, wat wordt gedefinieerd als 40 minuten of langer. Enige uitzonderingen zijn de prijzen voor beste korte film. Voor de Oscars van 2021 en 2022 kwamen vanwege de coronapandemie die in 2020 uitbrak tijdelijk ook films in aanmerking die via streaming, video on demand of een drive-in bioscoop werden uitgebracht. Doordat de bioscopen vaak en langdurig moesten sluiten konden veel films in 2020 en 2021 niet in de bioscoop worden vertoond. Deze waren dan alleen via de streamingdiensten te zien.
Uit de genomineerde films worden de winnaars gekozen door ongeveer 6000 leden van de Academy of Motion Picture Arts and Sciences (AMPAS), onder wie de Nederlandse regisseur Paula van der Oest.

## Categorieën
Er worden thans 29 Oscars uitgereikt: 23 na gewone stemming onder de leden en zes speciale Oscars.

### Tegenwoordig uitgereikt (chronologisch)
De vermelde jaartallen zijn de jaartallen van de genomineerde films. De uitreiking vindt in het jaar daarna plaats.
- Oscar voor beste film – vanaf aanvang 1928
- Oscar voor beste mannelijke hoofdrol – vanaf aanvang 1928
- Oscar voor beste vrouwelijke hoofdrol – vanaf aanvang 1928
- Oscar voor beste regisseur – vanaf aanvang 1928
- Oscar voor beste bewerkte scenario – vanaf aanvang 1928
- Oscar voor beste productieontwerp – vanaf aanvang 1928
- Oscar voor beste camerawerk – vanaf aanvang 1928
- Oscar voor beste geluid – sinds 1930
- Oscar voor beste korte animatiefilm – sinds 1932
- Oscar voor beste korte film – sinds 1932
- Oscar voor beste originele muziek – sinds 1934
- Oscar voor beste originele nummer – sinds 1934
- Oscar voor beste montage – sinds 1934
- Oscar voor beste mannelijke bijrol – sinds 1936
- Oscar voor beste vrouwelijke bijrol – sinds 1936
- Oscar voor beste originele scenario – sinds 1940
- Oscar voor beste korte documentaire – sinds 1941
- Oscar voor beste documentaire – sinds 1943
- Oscar voor beste internationale film – sinds 1947
- Oscar voor beste kostuumontwerp – sinds 1948
- Oscar voor beste visuele effecten – sinds 1964
- Oscar voor beste grime en haarstijl – sinds 1981
- Oscar voor beste animatiefilm – sinds 2001
- Oscar voor beste casting – sinds 2025[8]

### Niet meer uitgereikt (chronologisch)
- Oscar voor beste regisseur, komedie – in 1928
- Oscar voor beste regisseur, drama – in 1928
- Oscar voor beste technische effecten – in 1928
- Oscar voor beste tussentitels – in 1928
- Oscar voor beste unieke en artistieke film – in 1928
- Oscar voor beste verhaal – 1928-1956
- Oscar voor beste korte onderwerp, komedie – 1932-1935
- Oscar voor beste korte onderwerp, nieuwigheid – 1932-1935
- Oscar voor beste regieassistent – 1933-1937
- Oscar voor beste dansinstructie – 1935-1937
- Oscar voor beste korte onderwerp, 1 reel – 1936-1956
- Oscar voor beste korte onderwerp, 2 reel – 1936-1956
- Oscar voor beste korte onderwerp, kleur – 1936-1937
- Oscar voor beste speciale effecten – 1939-1963
- Oscar voor beste originele musical- of komediemuziek – 1995-1998

### Speciale Oscars
De speciale Oscars worden toegekend door een comité en niet door een ledenstemming. De Oscars kunnen ook door de winnaar ingeruild worden voor 50.000 dollar. In de gehele geschiedenis van de Oscars heeft echter nog geen enkele acteur dit gedaan.

#### Tegenwoordig (chronologisch)
- Academy Honorary Award – sinds 1928
- Academy Award, Scientific or Technical – sinds 1931
- The Irving G. Thalberg Memorial Award – sinds 1938
- The Jean Hersholt Humanitarian Award
- Gordon E. Sawyer Award

#### Niet meer uitgereikt
- Academy Juvenile Award – 1934–1960
- Academy Special Achievement Award – 1972–1995

### Tijdlijn
In de tijdlijn zijn niet alle alternatieve namen en voormalige categorieën vermeld.
- ¹ de Oscar voor beste geluid hanteerde verschillende namen.
- ² tot 2019 bekend als "Beste niet-Engelstalige film".
- ³ ook bekend als "geluidseffecten" en "geluidseffectbewerking".

## Winnaars
Opmerkelijke winnaars uit de rijke historie zijn:
- De jongste: Shirley Temple (6 jaar) won in 1934 de eerste Juvenile Award.
- Lost Horizon werd in 1938 genomineerd voor zeven Academy Awards, waaronder voor beste film. De film won er twee.
- De jongste in een gewone categorie: Tatum O'Neal (10 jaar) in 1973 voor haar rol in Paper Moon.
- De oudste: James Ivory (89 jaar) in 2018 voor Beste Bewerkte Script Call Me by Your Name.
- De eerste Oscar voor beste korte speelfilm: Hal Roach voor The Music Box van Laurel en Hardy in 1932.
- De eerste Oscar voor een Nederlander: Herman Rosse voor productieontwerp van King of Jazz in 1930.
- De eerste Oscar voor een Nederlands werk: Glas van Bert Haanstra in 1958.
- De eerste Oscar voor een Belgisch werk: Een Griekse tragedie van Nicole Van Goethem in 1986.
- De meeste (in één keer): Ben-Hur (1959), Titanic (1997) en The Return of the King (2003, derde deel uit de The Lord of the Rings-trilogie) wonnen ieder elf stuks.[9]
- De recordhouder (totaal) is Walt Disney met 22 gewone en 4 speciale Oscars en 59 nominaties.
- De persoon na Disney met de meeste nominaties, componist John Williams, werd 53 keer genomineerd en won 5 keer.

## Belgische en Nederlandse genomineerden en winnaars
Zie ook: Lijst van Belgische Oscarwinnaars en -genomineerden
| Filmjaar | Titel                            | Regisseur                              | Land      | Categorie              | Resultaat   |
| -------- | -------------------------------- | -------------------------------------- | --------- | ---------------------- | ----------- |
| 1930     | King of Jazz                     | Herman Rosse                           | Nederland | productieontwerp       | winnaar     |
| 1942     | High Stakes in the East          | John Fernhout                          | Nederland | documentaire           | genomineerd |
| 1959     | Glas                             | Bert Haanstra                          | Nederland | korte documentaire     | winnaar     |
| 1959     | Dorp aan de rivier               | Fons Rademakers                        | Nederland | niet-Engelstalige film | genomineerd |
| 1964     | Alleman                          | Bert Haanstra                          | Nederland | documentaire           | genomineerd |
| 1970     | Paix sur les champs              | Jacques Boigelot                       | België    | niet-Engelstalige film | genomineerd |
| 1971     | Adventures in Perception         | Han van Gelder                         | Nederland | korte documentaire     | genomineerd |
| 1972     | Bij de beesten af                | Bert Haanstra                          | Nederland | documentaire           | genomineerd |
| 1972     | Deze kleine wereld               | Charles Huguenot van der Linden        | Nederland | korte documentaire     | winnaar     |
| 1973     | Turks fruit                      | Paul Verhoeven                         | Nederland | niet-Engelstalige film | genomineerd |
| 1977     | Het zandkasteel                  | Co Hoedeman                            | Nederland | korte animatiefilm     | winnaar     |
| 1978     | Oh My Darling                    | Børge Ring                             | Nederland | korte animatiefilm     | genomineerd |
| 1985     | Anna & Bella                     | Børge Ring                             | Nederland | korte animatiefilm     | winnaar     |
| 1985     | The Color Purple (1985)          | Menno Meyjes                           | Nederland | bewerkte scenario      | genomineerd |
| 1986     | De aanslag                       | Fons Rademakers                        | Nederland | niet-Engelstalige film | winnaar     |
| 1986     | Een Griekse tragedie             | Nicole Van Goethem                     | België    | korte animatiefilm     | winnaar     |
| 1988     | Le Maître de musique             | Gérard Corbiau                         | België    | niet-Engelstalige film | genomineerd |
| 1990     | Dances with Wolves               | Elsa Zamparelli                        | Nederland | kostuumontwerp         | genomineerd |
| 1992     | Daens                            | Stijn Coninx                           | België    | niet-Engelstalige film | genomineerd |
| 1993     | Orlando                          | Jan Roelfs en Ben van Os               | Nederland | productieontwerp       | genomineerd |
| 1994     | Farinelli                        | Gérard Corbiau                         | België    | niet-Engelstalige film | genomineerd |
| 1994     | De aap en de vis                 | Michael Dudok de Wit                   | Nederland | korte animatiefilm     | genomineerd |
| 1995     | Antonia                          | Marleen Gorris                         | Nederland | niet-Engelstalige film | winnaar     |
| 1997     | Karakter                         | Mike van Diem                          | Nederland | niet-Engelstalige film | winnaar     |
| 1997     | Gattaca                          | Jan Roelfs                             | Nederland | productieontwerp       | genomineerd |
| 1999     | The Insider                      | Pieter Jan Brugge                      | Nederland | film                   | genomineerd |
| 1999     | 3 Misses                         | Paul Driessen (animator)               | Nederland | korte animatiefilm     | genomineerd |
| 2000     | Iedereen beroemd!                | Dominique Deruddere                    | België    | niet-Engelstalige film | genomineerd |
| 2000     | Father and Daughter              | Michael Dudok de Wit                   | Nederland | korte animatiefilm     | winnaar     |
| 2002     | Zus & Zo                         | Paula van der Oest                     | Nederland | niet-Engelstalige film | genomineerd |
| 2002     | Fait d'hiver                     | Dirk Beliën                            | België    | korte film             | genomineerd |
| 2003     | Girl with a Pearl Earring (film) | Dien van Straalen                      | Nederland | kostuumontwerp         | genomineerd |
| 2003     | Girl with a Pearl Earring (film) | Ben van Os                             | Nederland | productieontwerp       | genomineerd |
| 2003     | De Tweeling                      | Ben Sombogaart                         | Nederland | niet-Engelstalige film | genomineerd |
| 2005     | Paradise Now                     | Hany Abu-Assad                         | Nederland | niet-Engelstalige film | genomineerd |
| 2007     | Tanghi Argentini                 | Guido Thys                             | België    | korte film             | genomineerd |
| 2010     | Na Wéwé                          | Ivan Goldschmidt                       | België    | korte film             | genomineerd |
| 2011     | Rundskop                         | Michaël R. Roskam                      | België    | niet-Engelstalige film | genomineerd |
| 2012     | Dood van een schaduw             | Tom Van Avermaet                       | België    | korte film             | genomineerd |
| 2013     | The Broken Circle Breakdown      | Felix Van Groeningen                   | België    | niet-Engelstalige film | genomineerd |
| 2013     | Life of Pi                       | Erik-Jan de Boer                       | Nederland | visuele effecten       | winnaar     |
| 2014     | A Single Life                    | Joris Oprins                           | Nederland | korte animatiefilm     | genomineerd |
| 2017     | Dunkirk                          | Hoyte van Hoytema                      | Nederland | camerawerk             | genomineerd |
| 2017     | Wonder                           | Arjen Tuiten                           | Nederland | grime en haarstijl     | genomineerd |
| 2019     | Maleficent: Mistress of Evil     | Arjen Tuiten                           | Nederland | grime en haarstijl     | genomineerd |
| 2022     | Close                            | Lukas Dhont                            | België    | niet-Engelstalige film | genomineerd |
| 2023     | Oppenheimer                      | Hoyte van Hoytema                      | Nederland | camerawerk             | winnaar     |
| 2024     | Ik ben geen robot                | Victoria Warmerdam                     | Nederland | korte film             | winnaar     |
| 2024     | Wander to wonder                 | Nina Gantz                             | Nederland | korte film             | genomineerd |
| 2024     | Beautiful Men                    | Nicolas Keppens en Brecht van Elslande | Nederland | korte animatiefilm     | genomineerd |